# Portrait of a Genius
Portrait of a Genius è un cortometraggio del 1943 diretto da Sammy Lee e basato sulla vita del pittore italiano Leonardo da Vinci.